# Williamsonia lintneri
Williamsonia lintneri är en trollsländeart som först beskrevs av Hagen in Selys 1878.  Williamsonia lintneri ingår i släktet Williamsonia och familjen skimmertrollsländor. IUCN kategoriserar arten globalt som sårbar. Inga underarter finns listade i Catalogue of Life.